# Figura musical

Figura 1. Partes de una figura musical:
1.- Corchete
2.- Plica
3.- Cabeza

En la música, una figura es un signo que representa gráficamente la duración de un determinado sonido o de un silencio en una pieza musical.
La manera gráfica de indicar la duración relativa de una nota es mediante la utilización del color o la forma de la cabeza de la nota, la presencia o ausencia de la plica, así como la presencia o ausencia de corchetes con forma de ganchos (ver Figura 1). Cuando aparece situada en un pentagrama con clave establecida, determina la altura del sonido. Las figuras más utilizadas son siete y se denominan elementos gráficos de la música de la siguiente forma: redonda, blanca, negra, corchea, semicorchea, fusa y semifusa.

## Figuras musicales
Cada figura musical cuenta con su respectivo silencio que representa su mismo valor o duración.
En el siguiente cuadro aparecen los distintos tipos de figuras musicales, tanto las que se emplean actualmente como las que han caído en desuso, junto con los silencios correspondientes y el valor relativo que tienen en un compás de 4/4.
| Nombre                                                   | Figura | Silencio | Valor                            |
| -------------------------------------------------------- | ------ | -------- | -------------------------------- |
| Máxima (en desuso)                                       |        |          | {\displaystyle {\frac {32}{4}}}  |
| Longa (en desuso)                                        |        |          | {\displaystyle {\frac {16}{4}}}  |
| Cuadrada (poco utilizada)                                |        |          | {\displaystyle {\frac {8}{4}}}   |
| Redonda o Entera                                         |        |          | {\displaystyle {\frac {4}{4}}}   |
| Blanca o Media                                           |        |          | {\displaystyle {\frac {2}{4}}}   |
| Negra o Cuarto                                           |        |          | {\displaystyle {\frac {1}{4}}}   |
| Corchea u Octavo                                         |        |          | {\displaystyle {\frac {1}{8}}}   |
| Semicorchea o Dieciseisavo                               |        |          | {\displaystyle {\frac {1}{16}}}  |
| Fusa o Treinta y dosavo                                  |        |          | {\displaystyle {\frac {1}{32}}}  |
| Semifusa o Sesentaycuatroavo                             |        |          | {\displaystyle {\frac {1}{64}}}  |
| Garrapatea o Cientoveintiochoavo (en desuso)             |        |          | {\displaystyle {\frac {1}{128}}} |
| Semigarrapatea o Doscientoscincuentayseisavo (en desuso) |        |          | {\displaystyle {\frac {1}{256}}} |

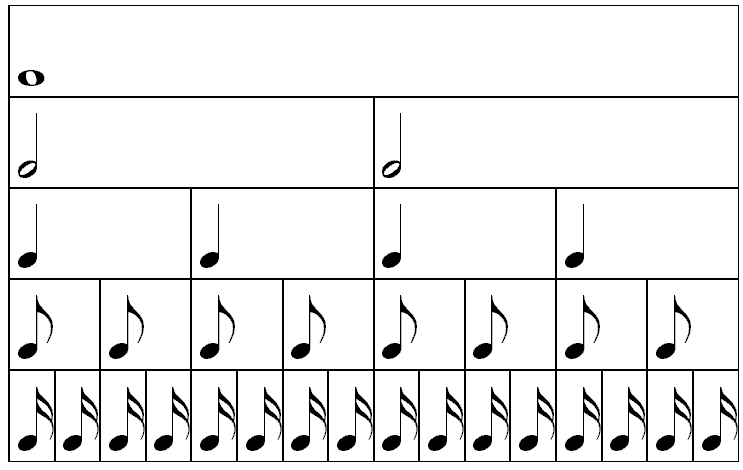
Figura 2. Valor relativo de las figuras.

La figura simple que representa la unidad de duración es la redonda. Cada valor simple equivale a dos de su figura inmediata, así:
- una redonda equivale a dos blancas;
- una blanca equivale a dos negras;
- una negra equivale a dos corcheas;
- una corchea equivale a dos semicorcheas;
- una semicorchea equivale a dos fusas;
- una fusa equivale a dos semifusas.

Asimismo, podemos establecer otras relaciones sobre la base de las recién mencionadas, por ejemplo, en 4/4, una redonda equivale a dos blancas, cuatro negras, ocho corcheas, dieciséis semicorcheas, 32 fusas, 64 semifusas.

## Figuras compuestas

Figura 3. Negra con puntillo.

Las figuras compuestas son aquellas que están acompañadas de uno o más puntillos que prolongan su duración (ver Figura 3).
Los silencios también pueden llevar puntillo.
En el caso de los valores compuestos, se utiliza el puntillo y cada uno equivale a una y media de esa misma:
- Una redonda con puntillo equivale a una redonda y media: 6 pulsos.
- Una blanca con puntillo equivale a una blanca y media: 3 pulsos.
- Una negra con puntillo equivale a una negra y media: 1.5 pulsos.

Etcétera
Como antes se mencionó con los valores simples, también en los compuestos se pueden establecer otras relaciones teniendo como patrón a las recién mencionadas, por ejemplo: una redonda con puntillo equivale a seis negras.

## Figuras obsoletas
Para evitar una cantidad exagerada de tipos de figuras, las de mayor y menor duración fueron cayendo en desuso, debido a que su ejecución era demasiado complicada, casi no se usaban y pueden ser reemplazadas por otras figuras de menor valor aumentando el tempo de la pieza.
La siguiente lista muestra las figuras en desuso y sus relaciones con la unidad de duración:
- Una máxima equivale a ocho redondas.
- Una longa equivale a cuatro redondas.
- Una cuadrada o breve equivale a dos redondas.
- Una garrapatea o cuartifusa equivale a un ciento veintiochoavo (1/128) de redonda.
- Una semigarrapatea equivale a media garrapatea, es decir, a un doscientos cincuenta y seisavo (1/256) de redonda.

Actualmente es atípico el uso de estas figuras musicales antiguas.